# إجناسي تلوزينسكي
إجناسى تلوزينسكي (بالبولندية: Ignacy Tłoczyński) مواليد 14 يوليو 1911 في بوزنان، الإمبراطورية الألمانية - الوفاة 25 ديسمبر 2000 في إدنبرة، كان لاعب كرة مضرب بولندي بدأ مسيرته كمحترف سنة 1929 وكان يلعب باليد اليمنى، اعتزل اللعب في 1955.

## روابط خارجية
- إجناسي تلوزينسكي على موقع رابطة محترفي التنس (الإنجليزية)
- إجناسي تلوزينسكي على موقع الاتحاد الدولي لكرة المضرب (الإنجليزية)
- إجناسي تلوزينسكي على موقع كأس ديفيز (الإنجليزية)
- إجناسي تلوزينسكي على موقع أرشيف التنس.كوم (الإنجليزية)
- إجناسي تلوزينسكي على موقع خلاصة التنس.كوم (الإنجليزية)